# Włodzimierz Wolski
Włodzimierz Wolski ps. Paterkul (ur. 9 października 1824 w Pułtusku, zm. 29 lipca 1882 w Brukseli) – polski poeta, powieściopisarz i tłumacz, librecista, autor libretta do Halki Stanisława Moniuszki.

## Życiorys
Pochodził z rodziny ziemiańskiej. Wychowywał się w Warszawie. Początkowo uczył się na pensji francuskiej i niemieckiej. Następnie (1833-1841) w Gimnazjum Warszawskim, gdzie jako uczeń był w 1841 przesłuchiwany w związku z patriotyczną konspiracją Karola Levittoux i kilka miesięcy spędził więziony w Cytadeli. W 1842 został współpracownikiem „Biblioteki Warszawskiej”. Był też związany ze środowiskiem „Przeglądu Naukowego”, w którym publikował, oraz Cyganerią Warszawską. Brał udział w manifestacji patriotycznej w Warszawie w 1861 oraz powstaniu styczniowym. Po jego klęsce osiadł w Brukseli, gdzie utrzymywał się z prac literackich. Zmarł w szpitalu.
Włodzimierz Wolski debiutował w 1842 przekładem opowiadania Don Juan E.T.A. Hoffmanna („Biblioteka Warszawska”) oraz własnym szkicem historycznym Madziar („Magazyn Mód”).

## Twórczość

### Charakterystyka
Poematy Wolskiego Halka, Połośka i Ojciec Hilary wyróżniają się na tle epoki społecznym punktem widzenia na wolność jednostki. Bohater Ojca Hilarego to chłop, przeżywający romantyczne doświadczenia, jak miłość, upokorzenie, zemsta. Obiektem adoracji chłopa jest dobrze urodzona panna z dworu. W uczucie, łamiące konwenanse społeczne, brutalnie ingeruje pan. W Halce tytułowa bohaterka zostaje zdradzona przez szlachcica, który żeni się z równą sobie szlachcianką. Poematy są pełne romantycznym wątków jak zemsta, groza, opisy śmierci, grobów.

### Publikacje
- Poezja
  - Ojciec Hilary, poemat (1843)
  - Halka, poemat (niewydany w wyniku cięć cenzury)
  - Połośka, poemat (1859)
  - Śpiewy powstańcze, zbiór wierszy (Paryż 1863)
  - Promyki, zbiór wierszy (Bruksela 1869)
  - Listy z Belgii, wierszowane
- Libretta do oper Moniuszki
  - Halka[3]
  - Hrabina[4]
- Powieści obyczajowe
  - Domek przy ulicy Głębokiej (1859)
- Nowele
  - La kaczucza
  - Czarna wstążka